# Conolophus marthae
Conolophus marthae (лат.) — вид пресмыкающихся семейства игуановых. Находится под угрозой исчезновения, встречается только на вулкане Вулф на севере острова Исабела Галапагосских островов (Эквадор). В некоторых источниках представителей этого вида часто называют розовыми игуанами или галапагосскими розовыми игуанами, поскольку представители этого вида имеют розовое тело с несколькими тёмными полосами. Особи Conolophus marthae были впервые обнаружены в 1986 году и идентифицированы как отдельный вид, отличный от обыкновенного конолофа, в начале 2009 года. Этот вид является единственным примером древней диверсификации в роде Conolophus.

## Таксономия и этимология
Предварительное видовое название, rosada, произошло от испанского слова, означающего «розоватый» в связи с розоватым цветом тела животного. Термин был позже оставлен для формального описания. Видовое название, "marthae", было выбрано в память о Марте Ребекке Джентиле, мертворожденной дочери описавшего вид Габриэле Джентиле.
Вид был впервые формально описан в начале 2009 года как отличающийся от других популяций наземных игуан. Первоначальный генетический анализ розовой субпопуляции показал, что этот конкретный вид отделился от общего предка с обыкновенным конолофом и бледным конолофом около 5,7 миллионов лет назад. Более позднее исследование показывает, что разделение случилось позднее, около 1,5 миллионов лет назад.

## Внешний вид и строение
Conolophus marthae анатомически похож на близкородственный вид C. subcristatus. Оба вида демонстрируют типичную для ящериц форму тела: приземистое, четвероногое с удлиненным хвостом. Ноги расставлены в стороны, как у всех ящериц; ряд коротких шипов проходит по середине спины ящерицы, начиная от основания шеи до хвоста. Однако между этими двумя видами есть несколько анатомических различий. Гребень C. marthae был описан как несколько отличающийся от гребня C. subcristatus. Наиболее очевидным отличием является окраска — тело C. marthae розоватое с несколькими широкими вертикальными тёмными полосами. Это резко контрастирует с жёлто-коричневой окраской C. subcristatus. Кроме того, территориальная демонстрация кивания головой у C. marthae более сложная, чем у других видов наземных игуан.
Голотип C. marthae, который был выпущен после измерений и взятия образцов, представляет собой взрослого самца весом 5 кг, при длине тела от носа до анального отверстия 47 см и длине хвоста 61,4 см.

## Открытие и места обитания
Особи этого вида впервые попали в поле зрения учёных в 1986 году, когда смотрители парка заметили несколько розовых ящериц на вулкане Вулф на острове Исабела, но более тщательное изучение началось только в 2000 году. Вид обитает только на территории этого вулкана, а его ареал охватывает всего 25 км² на высоте от 600 до 1700 м.

## Охрана
Осталось менее 200 взрослых особей. Когда этот вид был впервые описан, было высказано предположение, что его следует считать находящимся под угрозой исчезновения видом из-за его небольшого ареала и маленькой популяции, и эта рекомендация была принята, когда МСОП пересмотрела его статус в 2012 году. Район, где он обитает, не заселён людьми, а также труднодоступен, что ограничивает исследования этого вида. Conolophus marthae угрожают завезенные дикие кошки и чёрные крысы, которые могут поедать яйца и детёнышей. Единственным местным хищником этого вида является галапагосский канюк. Другие угрозы включают возможную гибридизацию с обыкновенными конолофами (в настоящее время неизвестно, но на основе генетических данных это происходило ранее), поскольку ареалы двух видов соприкасаются, и случайные события, такие как извержения вулкана Вулф, которые произошли совсем недавно, в 2022 году. Было предложено создать программу разведения в неволе для Conolophus marthae, аналогичную успешной программе, уже созданной для некоторых популяций обыкновенных конолофов.